# يوليوس جاكوبسن
يوليوس جاكوبسن (بالسويدية: Julius Jacobsen)‏ هو ملحن وعازف بيانو سويدي، ولد في 10 أبريل 1915 في كوبنهاغن في الدنمارك، وتوفي في 11 سبتمبر 1990 في ستوكهولم في السويد.

## وصلات خارجية
- يوهان ياكوبسن على موقع IMDb (الإنجليزية)
- يوهان ياكوبسن على موقع ميوزك برينز (الإنجليزية)